# 802 TCN
802 TCN là một năm trong lịch La Mã.